# 站前街道 (佳木斯市)
站前街道，是原中华人民共和国黑龙江省佳木斯市前进区下辖的一个乡镇级行政单位。佳政函【2016】29号文件将站前街道撤销，各社区由前进区直辖。

## 行政区划
原站前街道下辖以下地区：
和平社区、顺和社区和顺德社区。